# Campo Alange
Campo Alange es una dehesa del municipio español de Alange, perteneciente a la provincia de Badajoz, en la comunidad autónoma de Extremadura.

## Historia
La dehesa, situada en el término municipal de Alange, habría pertenecido a los titulares del condado de Campo de Alange. Hacia mediados del siglo XIX, el lugar, ya por entonces perteneciente a Alange, tenía dos casas. Aparece descrito en el quinto volumen del Diccionario geográfico-estadístico-histórico de España y sus posesiones de Ultramar de Pascual Madoz con las siguientes palabras:

CAMPO ALANGE: deh. en la prov. de Badajoz, part. jud. de Mérida, térm. de Alange: sit. 1/4 leg. S. de esta v. en el intermedio que hacen la sierra de la Atalaya y la umbria de la Sierrecilla, comprende una leg. de long. de E. á O. y 3/4 de lat. de N. á S.; confinando por el N. y O. con tierras de Alange; E. térm. de la v. de Palomas; S. cortijo de los morales: su cabida es de 16,000 cab. lanares, y su aprovechamiento en el invierno está dividido en 16 cuartos, aunque no todos de igual dimension: tiene 2 casas para los guardas, sit. á la inmediacion del r. Matachel que cruza la deh., y sirve de abrevadero á los ganados; un molino harinero llamado de Gutierro, y los cimientos de un pajar titulado de D. Fermin: todo su terreno está salpicado de monte de encina, que sufrió mucho durante la guerra de la Independencia, pero se va reponiendo por los administradores: su valor en venta asciende á 3 millones, y en renta 110,000 rs; pertenece al Sr. conde de Campo Alange, cuyos progenitores la adquirieron por compra por los años 1664, y despues dió nombre á su título.
(Madoz, 1846, p. 369)